# El Rosario (Morona Santiago)
El Rosario ist eine Parroquia rural („ländliches Kirchspiel“) im Kanton Gualaquiza der ecuadorianischen Provinz Morona Santiago. Die Parroquia besitzt eine Fläche von 91,40 km². Die Einwohnerzahl lag im Jahr 2010 bei 608.  Verwaltungssitz ist die Ortschaft El Aguacate. Der größte Ort ist La Pradera.

## Lage
Die Parroquia El Rosario liegt an der Ostflanke der Cordillera Real. Das Areal erstreckt sich über eine Länge von etwa 30 km entlang dem linken Flussufer des Río Léon Urcu, eines Zuflusses des Río Cuchipamba, der in überwiegend südlicher Richtung fließt und sich im äußersten Süden mit dem Río Negro vereinigt. Der etwa 1420 m hoch gelegene Hauptort El Aguacate befindet sich knapp 15 km nordnordwestlich vom Kantonshauptort Gualaquiza. Die Fernstraße E594 (Sígsig–Gualaquiza) durchquert den Süden der Parroquia und passiert dabei die Orte El Aguacate und La Pradera.
Die Parroquia El Rosario grenzt im Norden und im Nordosten an die Parroquias General Plaza (Kanton Limón Indanza) und San Juan Bosco (Kanton San Juan Bosco), im Osten an das Municipio von Gualaquiza, im Süden an die Parroquia El Ideal, im Westen an die Parroquias Bermejos und Chigüinda sowie im äußersten Nordwesten an die Provinz Azuay mit der Parroquia Sígsig (Kanton Sígsig).

## Orte und Siedlungen
In der Parroquia gibt es folgende Siedlungen:
- Aguacate
- La Pradera
- Ovejeros
- San Isidro
- San Jose

## Geschichte
Die Parroquia El Rosario wurde am 8. September 1852 eingerichtet.